# WMVP
WMVP est une station de radio américaine diffusant ses programmes en ondes moyennes (1000 kHz) sur Chicago et sa région. Cette station est une radio d'informations sportives filiale d'ESPN. 